# تاترا ۶۰۰
تاترا ۶۰۰ (انگلیسی: Tatra 600) که با نام تاترا تاتراپلان نیز شناخته می‌شود، خودرویی بود که توسط خودروساز چکسلواکی تاترا از سال ۱۹۴۸ تا ۱۹۵۲ تولید شد. این خودرو به عنوان یک خودروی لوکس طراحی شده بود و هدف آن بازارهای کلاس بالا بود. تاترا ۶۰۰ اولین مدل جدیدی بود که توسط تاترا پس از جنگ جهانی دوم معرفی شد و نشان دهنده انحراف از طراحی‌های قبل از جنگ بود.
تاترا ۶۰۰ دارای طراحی منحصر به فرد و متمایز بود که آن را از سایر خودروهای زمان خود متمایز می‌کرد. این یک سدان بزرگ و ساده با بدنه گرد و گلگیرهای یکپارچه بود. قسمت جلویی خودرو دارای جلوپنجره و چراغ‌های جلو برجسته بود، در حالی که قسمت عقب دارای خط سقف شیب دار و باله‌های عقب بود. طراحی کلی تاترا ۶۰۰ متأثر از آیرودینامیک بود که یک روند رایج در طراحی خودرو در آن دوران بود.

## موتور خنک‌کننده هوا
یکی از ویژگی‌های قابل توجه تاترا ۶۰۰ موتور خنک‌کننده هوا در پشت آن بود. این موتور که با نام تاترا V8 شناخته می‌شود، یک واحد هشت سیلندر تخت بود که حدود ۵۲ اسب بخار قدرت داشت. پیکربندی موتور نصب شده در عقب به توزیع وزن بهتر و کشش بهتر به خصوص در شرایط برفی یا لغزنده اجازه می‌دهد. این موتور به یک جعبه دنده چهار سرعته دستی متصل شده بود.

## امکانات داخل
در داخل، Tatra 600 امکانات رفاهی متعددی وجود دارد. صندلی جادار برای چهار سرنشین، با تودوزی چرمی راحت و فضای پای کافی داشت. داشبورد دارای مجموعه ای از گیج‌ها و کنترل‌ها از جمله سرعت سنج، سنج سوخت و دماسنج بود. این خودرو همچنین دارای محفظه‌های مختلف و صندوق عقب برای چمدان بود.

## سرعت
از نظر عملکرد، تاترا ۶۰۰ چندان سریع و اسپرت نبود. حداکثر سرعت آن حدود ۸۷ مایل در ساعت (۱۴۰ کیلومتر در ساعت) بود و می‌توانست در حدود ۲۳ ثانیه از ۰ تا ۶۰ مایل در ساعت (۰ تا ۹۷ کیلومتر در ساعت) شتاب بگیرد. با این حال، تاترا ۶۰۰ برای سواری نرم و راحت، به لطف سیستم تعلیق مستقل و فاصله بین دو محور بلند، مورد ستایش قرار گرفت.

## تولید
تاترا ۶۰۰ علیرغم طراحی منحصر به فرد و ویژگی‌های مجلل، تولید نسبتاً کوتاهی داشت. این عمدتاً به دلیل عوامل اقتصادی و سیاسی در چکسلواکی در آن زمان بود. این کشور تحت حاکمیت کمونیستی بود و دولت از تولید خودروهای سودمندتر به جای خودروهای لوکس مانند تاترا ۶۰۰ حمایت می‌کرد. در نتیجه، تنها حدود ۶۰۰۰ دستگاه از تاترا ۶۰۰ در طول دوره چهار ساله تولید آن تولید شد.

## سرانجام
در خاتمه، تاترا ۶۰۰ یک خودروی منحصر به فرد و مجلل بود که توسط تاترا در اواخر دهه ۱۹۴۰ و اوایل دهه ۱۹۵۰ تولید شد. طراحی متمایز، موتور هوا خنک نصب شده در پشت و فضای داخلی راحت آن را از سایر خودروهای زمان خود متمایز می‌کند. با این حال، به دلیل عوامل اقتصادی و سیاسی، تولید آن محدود بود و آن را به یک کالای کلکسیونی کمیاب و مورد توجه امروزی تبدیل کرد.